# 熊相
熊相（1473年—？年），字尚弼，號台峰，江西瑞州府高安縣斜溪人，民籍。

## 生平
治《詩經》，行四，由國子生中式甲子科（1504年）江西鄉試第三十二名舉人，年三十六歲中式正德三年（1508年）戊辰科會試第二百七十一名，第三甲第一百五十四名進士。授浙江临海县知县，八年六月选授河南道試御史，十三年奉敕清軍四川，十四年巡按山东，题表靖難忠臣胡子昭。十六年京畿刷卷，荐理学名臣吕柟，弹劾已故大学士焦芳党附逆瑾，浊乱朝政。嘉靖元年（1522年）巡按四川，五月升山东按察司副使、整饬密云等处兵备，前後蕩平巨寇以数百计，累賜金帑。升福建按察使，五年正月拾遗，以赃迹狼籍被勘，八年二月革职閑住。曾主持纂修《瑞州府志》、《四川志》、《蓟州志》，著有《台峰集》。

## 家族
曾祖熊孟聞。祖父熊瑛，義民。父熊杰，字貴顯，號守斋，官保宁府通判。母朱氏。永感下，兄材、朴、弟柏。